# Сарибай
Сариба́й (каз. Сарыбай) — село у складі Тайиншинського району Північноказахстанської області Казахстану. Входить до складу Рощинського сільського округу.
Населення — 9 осіб (2021; 25 у 2009, 60 у 1999, 136 у 1989).
Національний склад станом на 1989 рік:
- казахи — 100 %.

Колишня назва — Сарбай.